# Dionisio Martín Sanz
Dionisio Martín Sanz, (Tudela de Duero, 17 de noviembre de 1909 - 29 de enero de 2002) fue un político español, procurador a Cortes durante el período franquista entre 1944 y 1977.

## Biografía
Ingeniero Agrónomo de formación, fue militante de FET de las JONS. Subsecretario del Ministerio de Agricultura, fue, a su vez, fundador del Servicio Nacional del Trigo (SENPA). 
Fue procurador de representación sindical en la I legislatura de las Cortes franquistas (1943-1946) por los Técnicos del Sindicato Nacional de Cereales y en las demás legislaturas hasta el final de la Dictadura franquista. También fue miembro fundador del Consejo Económico Social de la Organización Sindical —de la que fue su presidente entre 1956 y 1973— así como vicepresidente de las Cortes franquistas (entre 1967 y 1974) y miembro del Consejo del Reino entre 1976 y 1977.
Durante la posguerra, se vio muy enriquecido por el gran estraperlo, al utilizar sus contactos políticos para suministrar productos agrarios de sus propias empresas a organismos públicos.
Fue uno de los 59 procuradores que el 18 de noviembre de 1976 votaron en las Cortes franquista contra la Ley para la Reforma Política que derogaba los Principios Fundamentales del Movimiento.